# غرب إفريقيا الفرنسي
غرب إفريقيا الفرنسي (بالفرنسية: Afrique occidentale française) هو اتحادية مكونة من ثمانية مناطق فرنسية استعمارية وهي: موريتانيا والسنغال والسودان الفرنسي (مالي حالياً)، غينيا الفرنسية، ساحل العاج، فولتا العليا (بوركينا فاسو حالياً)، داهومي (بنين حاليا) والنيجر.

## لمحة تاريخية
قبل أن يسيطر الأوروبيون على هذه الأراضي ويطلقوا عليها اسم إفريقيا الغربية الفرنسية، كان شعب المنطقة مُقسّمًا إلى مجموعات عديدة. وبعض هذه المجموعات كان تجمعات لعائلات عاشت في مساحات صغيرة بدون سلطة مركزية. وشكلت بعض الجماعات دولاً أكثر تطورًا ولها حكومات مركزية وبها عدد كبير من السكان.
وقد قامت عدة إمبراطوريات كبيرة على حدود الصحارى، وقد بلغت إمبراطورية غانا قمة قوتها خلال القرن الحادي عشر الميلادي، ووصلت إمبراطورية مالي أوج عظمتها في القرن الرابع عشر الميلادي وازدهرت إمبراطورية صنغي في أوائل القرن السادس عشر الميلادي.
كان البرتغاليون هم أول الأوروبيين الذين اكتشفوا ساحل إفريقيا الغربية. فقد وصلوا في منتصف القرن الخامس عشر الميلادي، ثم جاء الفرنسيون، ثم الهولنديون، ثم الإنجليز. وكان اهتمام الإنجليز الرئيسي هو شراء العبيد الذين يمكن بيعهم في جزر الهند الغربية، وأمريكا. وفي عام 1624م، منح الملك لويس الثالث عشر ملك فرنسا شركة فرنسية تصريحًا للتجارة في السنغال. وأسس الفرنسيون سانت لويس الموجودة الآن في السنغال عام 1658م لتكون مركزًا تجاريًا محصنًا عند مدخل نهر السنغال.
وقد تصارعت بريطانيا وفرنسا على إدارة هذه المنطقة طوال القرن الثامن عشر الميلادي. وفي عام 1815م، اعترفت بريطانيا أخيرًا بالإدارة الفرنسية لسانت لويس، وجوري على حافة شبه جزيرة كيب فيرد ولكن فرنسا لم توسع سلطتها الإدارية على إفريقيا الغربية الفرنسية حتى أواخر القرن التاسع عشر الميلادي. وفي عام 1895م، جمعت فرنسا مستعمراتها في إفريقيا الغربية تحت سلطة حاكم عام. وأصبحت داكار هي المقر الرسمي للحاكم العام عام 1902م.
وطالبت فرنسا بدستور لاتحاد إفريقيا الغربية عام 1904م، ولكن ظلت مناطق كثيرة غير تابعة تمامًا للسلطة الفرنسية. كما ظل بعضها تحت سلطة عسكرية حتى بعد عام 1945م. وأصبحت إفريقيا الغربية الفرنسية اتحادًا مكونًا من ثماني مناطق في إطار الاتحاد الفرنسي عام 1946م. ومنحت فرنسا حقوق المواطنة للأفارقة، ولكنها لم تمنحهم كلهم حق التصويت. وفي عام 1947م، بدأت فرنسا برنامج تنمية اقتصادية للاتحاد. وفي عام 1956م أعطت فرنسا جميع الأفارقة في الاتحاد حق التصويت.
وحينما أقرت فرنسا دستورًا جديدًا عام 1958م، صوتت غينيا الفرنسية لترك الاتحاد الفرنسي وأصبحت دولة مستقلة، وصوتت المناطق السبع الأخرى لصالح بقائها في الاتحاد الفرنسي في إطار الجماعة الفرنسية الجديدة. وفي نهاية عام 1958م، صوتت هذه المناطق لتصبح جمهوريات تتمتع بالحكم الذاتي.
وفي عام 1959م، اتحد السودان الفرنسي والسنغال، ليكوّنا اتحاد مالي. وتباحثا مع فرنسا من أجل الاستقلال الكامل، ولكنهما وافقا على أن يُصبحا في الجماعة الفرنسية. وانهار اتحاد مالي في أغسطس عام 1960م، وأصبح السودان الفرنسي جمهورية مالي.
وطالبت الجمهوريات الخمس الأخرى بالاستقلال التام وحصلت جميعها على حريتها بنهاية عام 1960م وأصبحت جميع الجمهوريات أعضاء في الأمم المتحدة.

## الإدارة المحلية

### المناطق
- ساحل العاج
- داهومي
- السودان
- غينيا
- موريتانيا
- النيجر
- السنغال
- فولتا العليا
- توغو

## وصلات خارجية
- Map of the progression of French expansion in West Africa in the period 1885-1920 نسخة محفوظة 11 نوفمبر 2010 على موقع واي باك مشين.. Related maps of French West African expansion are at sandafayre.com, Sandafayre Stamp Atlas: French West Africa. Dated 2000, retrieved January 2008 نسخة محفوظة 26 يونيو 2019 على موقع واي باك مشين..